# Ceratina hieratica
Ceratina hieratica là một loài Hymenoptera trong họ Apidae. Loài này được Baker mô tả khoa học năm 2002.